# Tomasz Jodłowiec
Tomasz Jodłowiec, né le 8 septembre 1985 à Żywiec, est un footballeur international polonais. Il occupe actuellement le poste de défenseur au Legia Varsovie.

## Biographie

### Se révèle grâce au Dyskobolia / Polonia
Après deux saisons passées en deuxième division polonaise, avec le Widzew Łódź, le ŁKS Łódź et le Podbeskidzie Bielsko-Biała, Tomasz Jodłowiec signe au Dyskobolia Grodzisk Wielkopolski en 2006 et fait ses débuts en Ekstraklasa : le 28 juillet, il joue son premier match avec le Dyskobole, face à son ancien club, le Widzew. Pour sa première saison au haut niveau, Jodłowiec dispute une grande partie des rencontres, mais ne prend cependant pas part aux deux finales de coupe que son équipe remporte.
Jodłowiec découvre ainsi la saison suivante la Coupe UEFA, lors de laquelle le Dyskobolia s'arrête au premier tour principal. S'affirmant à son poste de défenseur, le Polonais joue de plus en plus de matches et remporte son premier trophée, la Coupe de la Ligue. Fort de ces succès et de ses 44 matches disputés lors de cette saison, le joueur est courtisé par plusieurs clubs européens. Il est même tout proche de rejoindre le SSC Naples, mais il se rétracte finalement pour des raisons familiales.
Avec la fusion du Dyskobolia et du Polonia Varsovie, Jodłowiec suit la grande majorité du groupe et s'installe dans la capitale polonaise. Là-bas, le joueur trouve facilement ses marques avec ses anciens coéquipiers, et joue toujours autant. En effet, il ne manque qu'une journée de championnat lors de la saison 2008-2009, et contribue grandement à la qualification de sa nouvelle équipe pour la Ligue Europa. Très performant, il est sélectionné en équipe nationale lors de cette même saison, et joue son premier match international le 11 octobre 2008 contre la République tchèque lors des éliminatoires de la Coupe du monde 2010 : à quelques minutes de la fin de la partie, il remplace Rafał Murawski alors que son équipe mène sur le score de deux buts à un. Le 14 décembre, face à la Serbie, il dispute son premier match en tant que titulaire.

### Marque le pas et manque l'Euro 2012
Lors des saisons suivantes, Tomasz Jodłowiec marque un peu le pas et les résultats du Polonia sont moins bons : de la quatrième place en 2009, le Polonia chute à la treizième l'année suivante, puis se classe au septième et au sixième rang en 2011 et 2012. De ce fait, ses apparitions sur les terrains en sélection polonaise se font plus rares, et il manque finalement le train de l'Euro 2012 de très peu, échouant dans la liste de réserve du sélectionneur Franciszek Smuda.

### Essaye de se relancer avec les gros du championnat
Le 31 juillet 2012, Tomasz Jodłowiec s'engage avec le Śląsk Wrocław, champion en titre. Il joue avec le club de Silésie son premier match de Ligue des champions, contre Helsingborgs, et connaît ses premières désillusions en étant éliminé lourdement dès le troisième tour de qualification. Après avoir gagné immédiatement une place dans le onze de départ, Jodłowiec joue les premiers rôles en championnat lors de la première partie de saison 2012-2013.
Le 19 février 2013, après seulement six mois passés à Wrocław, il signe un contrat de trois ans avec le Legia Varsovie, leader du championnat.

## Palmarès
- Vainqueur de la Coupe de la Ligue : 2008
- Vainqueur de la Supercoupe de Pologne : 2012
- Vainqueur de la Coupe de Pologne : 2013, 2015 et 2016
- Championnat de Pologne : 2013, 2014, 2016 et 2017